# Neftekhimik Nijnekamsk
Ne doit pas être confondu avec FK Neftekhimik Nijnekamsk.
Le Neftekhimik Nijnekamsk (en russe Нефтехимик Нижнекамск, les Raffineries de Nijnekamsk) est un club de hockey sur glace professionnel de Nijnekamsk en Russie. Il évolue dans la KHL.

## Historique

Logo utilisé de 2009 à 2017.

Le club a été fondé le 23 octobre 1968 à Nijnekamsk par l'usine pétrochimique. Boris Pavlov est le premier entraîneur. En 1968, l'équipe s'engage dans le championnat de la République du Tatarstan.
En 1995, il remporte la Vyschaïa Liga et accède à l'élite russe. En 2008, il intègre une nouvelle compétition, la KHL.

## Palmarès
- Vainqueur de la Vyschaïa Liga : 1995.
- Vainqueur de la Coupe Tampere : 2002.

### Saisons en KHL
Note: PJ : parties jouées, V : victoires, VP: victoires en prolongation, VF: victoires en fusillade, D : défaites, N : matchs nuls, DP : défaite en prolongation, DTF : défaite en fusillade, Pts : Points, BP : buts pour, BC : buts contre.
| Saison    | PJ | V  | VP | VTB | D  | DP | DTB | BP  | BC  | Pts | Classement | Séries éliminatoires                                                               |
| --------- | -- | -- | -- | --- | -- | -- | --- | --- | --- | --- | ---------- | ---------------------------------------------------------------------------------- |
| 2008-2009 | 56 | 22 | 2  | 1   | 24 | 2  | 5   | 146 | 140 | 79  | 14e/24     | Lokomotiv Iaroslavl 1-3 (huitième de finale)                                       |
| 2009-2010 | 56 | 27 | 3  | 1   | 21 | 0  | 4   | 176 | 166 | 93  | 9e/24      | Avangard Omsk 3-0 (huitième de finale) Salavat Ioulaïev Oufa 2-4 (quart de finale) |
| 2010-2011 | 54 | 22 | 1  | 2   | 26 | 2  | 1   | 159 | 162 | 75  | 15e/23     | Avangard Omsk 4-3 (huitième de finale)                                             |
| 2011-2012 | 54 | 20 | 2  | 3   | 25 | 1  | 3   | 142 | 165 | 74  | 17e/23     | Non qualifié                                                                       |
| 2012-2013 | 52 | 17 | 5  | 5   | 19 | 2  | 4   | 144 | 150 | 77  | 14e/26     | Ak Bars Kazan 4-0 (huitième de finale)                                             |
| 2013-2014 | 54 | 15 | 2  | 2   | 31 | 1  | 3   | 127 | 152 | 57  | 25e/28     | Non qualifié                                                                       |
| 2014-2015 | 60 | 17 | 2  | 6   | 29 | 2  | 4   | 165 | 199 | 73  | 22e/28     | Non qualifié                                                                       |
| 2015-2016 | 60 | 20 | 4  | 3   | 21 | 4  | 8   | 130 | 135 | 86  | 16e/28     | Avangard Omsk 0-4 (huitième de finale)                                             |
| 2016-2017 | 60 | 20 | 1  | 7   | 28 | 1  | 3   | 143 | 155 | 80  | 20e/29     | Non qualifié                                                                       |
| 2017-2018 | 56 | 27 | 2  | 1   | 19 | 3  | 4   | 135 | 135 | 94  | 9e/27      | Traktor Tcheliabinsk 1-4 (huitième de finale)                                      |
| 2018-2019 | 62 | 15 | 7  | 1   | 33 | 3  | 3   | 130 | 164 | 52  | 19e/25     | Non qualifié                                                                       |
| 2019-2020 | 62 | 21 | 3  | 4   | 26 | 4  | 4   | 162 | 158 | 64  | 16e/24     | Ak Bars Kazan 0-4 (huitième de finale)                                             |
| 2020-2021 | 60 | 13 | 4  | 2   | 39 | 2  | 0   | 133 | 214 | 40  | 20e/23     | Non qualifié                                                                       |
| 2021-2022 | 49 | 16 | 3  | 3   | 19 | 5  | 3   | 121 | 140 | 52  | 15e/24     | Traktor Tcheliabinsk 0-4 (huitième de finale)                                      |
| 2022-2023 | 68 | 25 | 7  | 1   | 29 | 4  | 2   | 173 | 193 | 72  | 15e/22     | Ak Bars Kazan 2-4 (huitième de finale)                                             |
| 2023-2024 | 68 | 20 | 6  | 1   | 26 | 9  | 6   | 158 | 201 | 69  | 17e/23     | Non qualifié                                                                       |
| 2024-2025 | 68 | 20 | 2  | 3   | 26 | 10 | 7   | 159 | 200 | 67  | 17e/23     | Non qualifié                                                                       |

### Saisons en Russie
| Saison    | PJ | V  | VP | N  | DP | D  | BP  | BC  | Pts | Classement                                           | Séries éliminatoires                                                                           |
| --------- | -- | -- | -- | -- | -- | -- | --- | --- | --- | ---------------------------------------------------- | ---------------------------------------------------------------------------------------------- |
| 2007-2008 | 57 | 16 | 8  | -  | 8  | 25 | 125 | 144 | 72  | 15e/20 place                                         | Metallourg Magnitogorsk 3-0 (huitième-finale)                                                  |
| 2006-2007 | 54 | 19 | 2  | 8  | 1  | 24 | 126 | 130 | 70  | 12e/19 place                                         | Sibir Novossibirsk 3-1 (huitième-finale)                                                       |
| 2005-2006 | 51 | 18 | 1  | 10 | 2  | 20 | 117 | 116 | 68  | 11e/18 place                                         | Khimik Moskovskaïa Oblast 3-2 (huitième-finale)                                                |
| 2004-2005 | 60 | 26 | 2  | 7  | 2  | 23 | 141 | 130 | 91  | 8e/16 place                                          | HK Dinamo Moscou 3-0 (quart de finale)                                                         |
| 2003-2004 | 60 | 27 | 2  | 5  | 3  | 23 | 140 | 133 | 93  | 8e/16 place                                          | Metallourg Magnitogorsk 3-2 (quart de finale)                                                  |
| 2002-2003 | 51 | 17 | 3  | 6  | 0  | 25 | 108 | 136 | 63  | 12e/18 place                                         | Ne participe pas                                                                               |
| 2001-2002 | 51 | 17 | 0  | 2  | 4  | 28 | 112 | 131 | 57  | 13e/18 place                                         | Ne participe pas                                                                               |
| 2000-2001 | 44 | 20 | 2  | 9  | 2  | 11 | 103 | 99  | 75  | 6e/18 place                                          | Severstal Tcherepovets 3-1 (quart de finale)                                                   |
| 1999-2000 | 38 | 12 | 2  | 7  | 3  | 14 | 114 | 118 | 50  | 14e/20 place                                         | Metallourg Magnitogorsk 3-1 (quart de finale)                                                  |
| 1998-1999 | 42 | 13 | -  | 11 | -  | 18 | 109 | 122 | 37  | 13e/22 place                                         | Avangard Omsk 3-0 (quart de finale)                                                            |
| 1997-1998 | 46 | 19 | -  | 5  | -  | 22 | 126 | 121 | 43  | 11e/20 place                                         | Pas de séries éliminatoires                                                                    |
| 1996-1997 | 38 | 12 | -  | 9  | -  | 17 | 65  | 85  | 33  | 14e/20 place                                         | Torpedo Iaroslavl 2-0 (quart de finale)                                                        |
| 1995-1996 | 52 | 15 | -  | 8  | -  | 29 | 108 | 165 | 40  | 25e/28 place                                         | 11e/14 place de la poule de maintien                                                           |
| 1994-1995 | 20 | 13 | -  | 3  | -  | 4  | 78  | 47  | 29  | 3e/11 place de la zone Moscou de la seconde division | Dizel Penza 4-3 t.a.b. (demi-finale) Zapoliarnik Norilsk 3-1 (finale) Promu en élite pour 1996 |
| 1993-1994 | ?  | ?  | -  | ?  | -  | ?  | ?   | ?   | ?   | ?e/? place                                           | ?                                                                                              |
| 1992-1993 | ?  | ?  | -  | ?  | -  | ?  | ?   | ?   | ?   | ?e/? place                                           | ?                                                                                              |
| 1991-1992 | 56 | 27 | -  | 7  | -  | 24 | 187 | 200 | 57  | 7e/15 place de la zone est de la Vtoraïa Liga        | ?                                                                                              |